# Дадабаєв Абдурахман
Абдурахман Дадабайович Дадабаєв (8 листопада 1931, місто Канібадам, тепер Таджикистан — 16 березня 2019, місто Москва, Російська Федерація) — радянський таджицький державний діяч, секретар ЦК КП Таджикистану, голова Таджицької республіканської ради профспілок. Депутат Верховної ради Таджицької РСР 9—10-го скликань. Депутат Верховної Ради СРСР 11-го скликання.

## Життєпис
Народився в родині службовця Дадабая Джурабаєва. У 1951 році закінчив середню школу в місті Канібадамі.
У 1951—1956 роках — студент гірничого факультету Середньоазіатського політехнічного інституту в Ташкенті.
У 1956—1958 роках — інженер планово-попереджувального ремонту, механік уранової шахти Ленінабадського гірничохімічного комбінату; механік шахти на підприємстві Міністерства середнього машинобудування СРСР у місті Красногорську Ташкентській області. 
У 1958 році — інженер-методист вищих технічних курсів Ташкентської Ради народного господарства.
У жовтні 1958—1961 роках — інженер, начальник відділу енергетики та газифікації, начальник Управління газифікації Міністерства комунального господарства Таджицької РСР.
Член КПРС з 1961 року.
У 1961—1963 роках — заступник міністра комунального господарства Таджицької РСР.
У травні 1963 — травні 1965 року — заступник завідувача промислово-транспортного відділу ЦК КП Таджикистану.
У травні 1965 — 1966 року — 1-й заступник голови виконавчого комітету Душанбинської міської ради депутатів трудящих.
У 1966—1969 роках навчався у Вищій дипломатичній школі Міністерства закордонних справ СРСР у Москві.
У 1969—1972 роках — перший секретар посольства СРСР в Афганістані.
У 1972 — 22 листопада 1973 року — завідувач промислово-транспортного відділу ЦК КП Таджикистану.
22 листопада 1973 — 17 вересня 1983 року — секретар ЦК КП Таджикистану. На цій посаді займався роботою промисловості, транспорту, зв'язку, торгівлі, побутового обслуговування та планово-фінансових органів Таджицької РСР.
У вересні 1983 — грудні 1987 року — голова Таджицької республіканської ради профспілок.
22 грудня 1987 — 3 серпня 1991 року — секретар ЦК КП Таджикистану. Одночасно голови Комісії ЦК КП Таджикистану з питань соціально-економічної політики.
З серпня 1991 до 1992 року — старший радник президента Республіки Таджикистан за особливими дорученнями. Разом із групою депутатів Верховної ради Таджикистану був у заручниках в опозиціонерів.
У 1992—1997 роках — президент Науково-промислового союзу Таджикистану.
З 1997 року — на пенсії в місті Душанбе.
Помер 16 березня 2019 року в Москві.

## Нагороди і звання
- орден Трудового Червоного Прапора
- орден Дружби народів
- медалі